# Daniel Bramme
Robin Daniel Bramme född 3 oktober 1984 i Österhaninge, är en svensk filmproducent och konsult inom film.

## Biografi
Daniel Bramme växte upp i Haninge utanför Stockholm och gick efter Fredrika Bremergymnasiet vidare till studier på Stockholms Filmskola. Kort efter Stockholms Filmskola grundade han ett produktionsbolag och arbetar idag bland annat som producent och finansiär mellan Los Angeles och Stockholm.
Daniel började tidigt att arbeta som producent och konsult för musikvideor inom rock och hiphop men även inom housemusik. Idag är han konsult och filmproducent för filmproduktionsbolag i Los Angeles och är även verksam i Stockholm Bramme har arbetat med artister som Steve Angello, Ison & Fille, Petter, The Hives, Johnossi, Arno Cost och Pakito. Han arbetar även för bättre villkor och jämställdhet i filmbranschen och talar även om detta vid olika tillfällen. Daniel arbetar idag främst med långfilm och startups inom Virtual Reality och Augmented Reality.